# Умови намерзання (авіація)
В авіації, умови намерзання це такі атмосферні умови, які приводять до утворення льоду на поверхнях літака, або всередині двигуна (обмерзання карбюратора). Обмерзання забірників повітря - інша небезпека, що пов'язана з двигунами і часто виникає на  реактивних літаках. Ці явища обмерзання не обов'язково виникають одночасно. Багато літаків, особливо загальної авіації, не сертифіковані літати в умовах відомого обмерзання, конкретні умови упевненого або ймовірного обмерзання, що основані на звітах пілотів, спостереженнях, і прогнозах.

## Визначення умов обмерзання
Краплі води в хмарах за температури нижче 0° не завжди перетворюються на лід. Якщо поблизу краплі немає частинки, що створює центр кристалізації, то вода зберігає рідку фазу аж до -40°. Вода перебуває в переохолодженому стані. Умови обмерзання виникають коли повітря містить краплі переохолодженої рідкої води; ці умови кількісно характеризуються середнім розміром краплини, вмістом рідкої води і температурою повітря. Ці параметри впливають на ступінь і швидкість, при яких лід утворюватиметься на літаку. 
Лід формується на поверхні літака, коли краплі води стикаються з конструкцією, що має температуру нижче 0°. За дуже низьких температур лід наростає в районі передньої крайки та добре помітний візуально.
Коли температура літака трохи нижча за нуль, лід формується не тільки на передній крайки, а й на інших частинах поверхні, розташованих нижче за течією повітря.
Найчастіше краплі переохолодженої води зустрічаються в конвективній хмарності в діапазоні температур від 0° до -10°.
Також дуже висока концентрація крапель переохолодженої води існує поблизу верхньої крайки шарувато-купчастої хмарності (stratocumulus). Тому за наявності в хмарності обмерзання слід уникати тривалого польоту поблизу верхньої крайки.

## Різновиди структурованого льоду

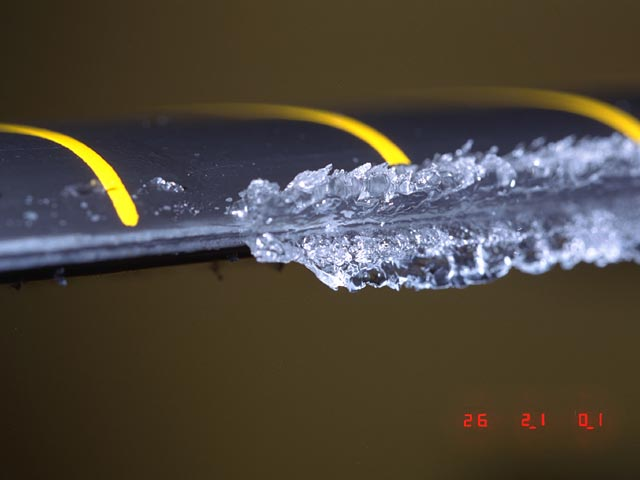
Крижані нарости на лопаті несучого гвинта

- Чистий лід часто прозорий і гладкий. Переохолоджені краплі води, або крижаний дощ, зустрічається із поверхнею, але не замерзає миттєво.  Часто формує "роги" або виступи, що створюються повітряним потоком.
- Іній чи паморозь грубий і непрозорий, формується завдяки тому, що охолоджені краплі швидко намерзають при зіткненні. Утворюються переважно вздовж точки застою профілю , і зазвичай повторюють форму профілю.
- Змішаний - комбінація чистого льоду і паморозі.
- Мороз є результатом замерзання води на незахищених поверхнях під час нерухомості літака. Він може бути небезпечним при здійсненні спроби польоту, оскільки він порушує шар повітряного потоку довкола крила, створюючи передчасне аеродинамічне звалювання і, в деяких випадках, значно збільшує опір, що робить зліт небезпечним або неможливим.
- Переохолоджені великі краплі льоду. Він схожий на чистий лід, але через те, що краплі води великі, він збільшує у розмірі незахищені ділянки і формує більші крижані опуклі форми, швидше, ніж при звичайних умовах намерзання. Це було причиною катастрофи літака American Eagle Flight 4184.

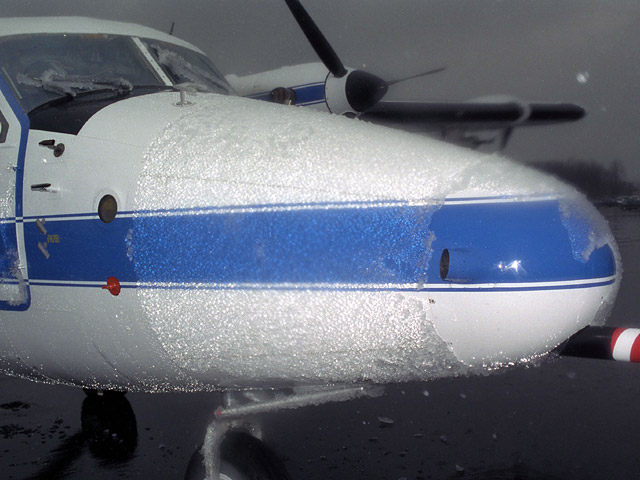
Переохолоджені краплі льоду на літаку

## Ефект
Зазвичай звалювання крила відбуватиметься при меншому куті атаки, і тому при більшій повітряній швидкості, якщо воно покрито льодом. Навіть невелика кількість льоду матиме ефект, і якщо лід не гладкий, це матиме великий вплив. Якщо лід лишається на крилах, варто збільшувати швидкість заходу на посадку. Наскільки збільшувати швидкість залежить від кількості льоду і типу літака. Характеристики звалювання крила із льодом будуть погіршуватися, а також можуть виникнути проблеми із керуванням на маневрах. Наростання льоду може бути не симетричним на двох крилах. Також, зовнішня частина крила, яка зазвичай тонша, а тому кращий колектор льоду, зазвичай може звалюватися раніше.

## Обмерзаннякарбюратора

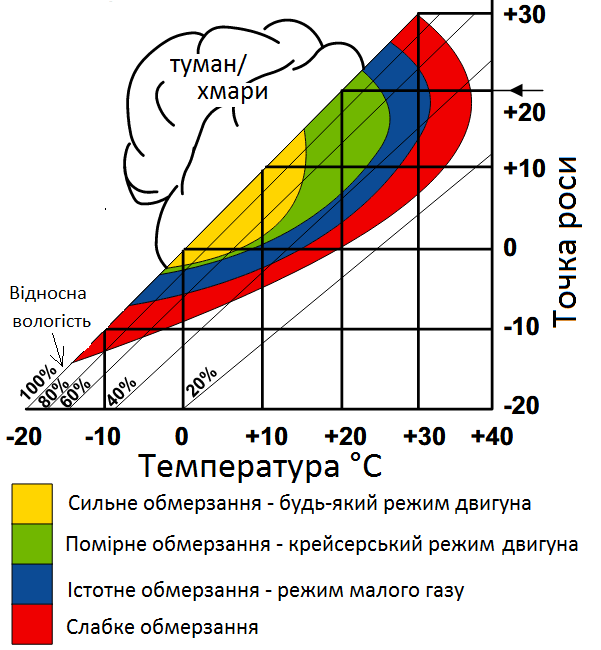
Умови обмерзання карбюратора

Обмерзання карбюратора це давня і добре вивчена проблема поршневих карбюраторних авіаційних двигунів. Але льотні події, спричинені нею, продовжують регулярно відбуватися.

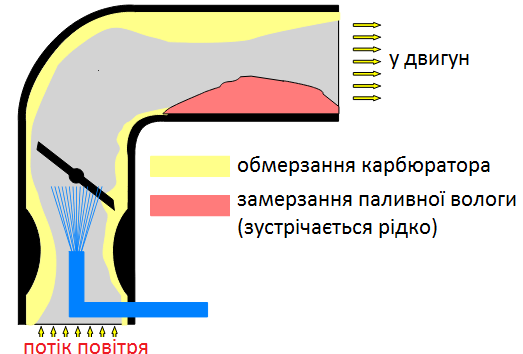
Відкладення льоду всередині карбюратора

Якщо двигун зупиняється в польоті через обмерзання, то вкрай малоймовірно, що його вдасться запустити. Тому дуже важливо передбачити та не допускати обмерзання карбюратора.
Обмерзання двигуна може проявлятися в трьох формах:
- відкладення льоду на повітряному фільтрі та вигинах повітрозабірника;
- замерзання вологи, що міститься в повітрі, і відкладення на внутрішні деталі карбюратора, спричинене зниженням температури повітря через випаровування палива і падіння тиску на Вентурі;
- замерзання води, що міститься в паливі, що призводить до намерзання на вигинах впускної системи двигуна.

На літаках, обладнаних гвинтом фіксованого кроку, ознакою обмерзання є поступове зменшення обертів двигуна, при цьому можлива нестійка робота двигуна і вібрація. Якщо гвинтомоторна група забезпечує роботу на постійних обертах, то ознаками обмерзання карбюратора будуть зниження тиску наддуву та/або падіння швидкості в горизонтальному польоті.
Коли є підозри в тому, що почалося обмерзання, необхідно вмикати обігрів карбюратора і тримати його ввімкненим доти, доки не зникнуть усі ознаки явища. Накопичений лід при цьому буде танути та проходити через двигун у вигляді води. При цьому можуть виникнути нестійкість роботи двигуна або подальше падіння тяги. Але пілот не повинен вимикати обігрів, думаючи, що обігрів погіршив ситуацію.
Обмерзання найімовірніше в період тривалого зниження літака на малому режимі двигуна. У такій ситуації двигун остигає і навіть увімкнений обігрів уже може не виправити ситуацію. Якщо в процесі зниження очікуються умови обмерзання, то потрібно попередньо прогріти двигун на високому режимі, увімкнути обігрів і тільки потім розпочинати зниження. Через кожні 500 - 1000 футів короткочасно збільшувати режим двигуна.
Подача гарячого повітря в карбюратор призводить до падіння потужності на 15% і збагачення паливоповітряної суміші. Обігрів не можна вмикати за режиму двигуна понад 80%, оскільки це може призвести до детонації та пошкодження двигуна. Також слід уникати тривалого використання обігріву, оскільки це призводить до зміни складу паливоповітряної суміші та перегріву двигуна. Якщо зовнішня температура нижча за мінус 1 °С, то вся волога в повітрі вже перебуває у твердому стані, і налипання всередині конденсатора не відбувається, тому ввімкнення обігріву не потрібне.